# الآنسة جولي
الآنسة جولي (بالسويدية Fröken Julie): هو عمل مسرحي مأساوي من مشهد واحد، ألفه الروائي والكاتب المسرحي السويدي أوغست ستريندبرغ أو (أوجست سترنديرج) عام 1888، وصُنِّفت المسرحية في مجال المذهب الطبيعي التراجيدي وهي عبارة عن صراع بين إرادتين، وتتناول قضايا التفاعل بين مختلف الطبقات الاجتماعية خاصة بين الرجل والمرأة من خلال التفاعل الذي يؤدي إلى صعوبة فهم المشاعر والأحاسيس. ويُعد العمل قضية مثيرة في المجتمع البيوريتاني آنذاك.
يروي العمل المسرحي الدرامي واقعة تشهدها الآنسة جولي، الفتاة ذات الخمس والعشرين عام من عمرها وهي ابنة أحد النبلاء (كونت)، حيث كانت (جولي) تقضي مساءَ عيد القدِّيس سان جوفاني في عيد العبيد، وحدها. وحاولت إغراء الشاب الخادم (جون) الذي صرح بحبهِ لها، ولكن عندما رآهم الخدم قررا الهرب؛ خوفاً على سمعةِ الفتاة، لكن لم تنجح محاولة الهرب عندما رأتهم الطباخة كريستين. وعندما عاد الكونت، شعرَ (جون) بأنهُ مذنب وصرح بأنَّ الاحترام والخضوع الذي يؤديهِ تجاههُ، يمنعهُ من إثارةِ غضبه واستيائه. أما جولي وفي ذلك الموقف العصيب فقد فكرت بالانتحار، رفض جون في البداية، ولكنه أخيراً أعطاها آلة حادة تُعِيُنها على ذلك.
على الرغم من صعوبة تمثيلها في عالم بيوريتاني مثل ذلك العالم السويدي في أواخر القرن التاسع عشر، ولكن عندَ صدور العمل (الآنسة جولي) أصبحَ الكاتب المسرحي ستريندبرغ معروفاً أمامَ الرأي العام العالمي.

## الخطة أو المؤامرة

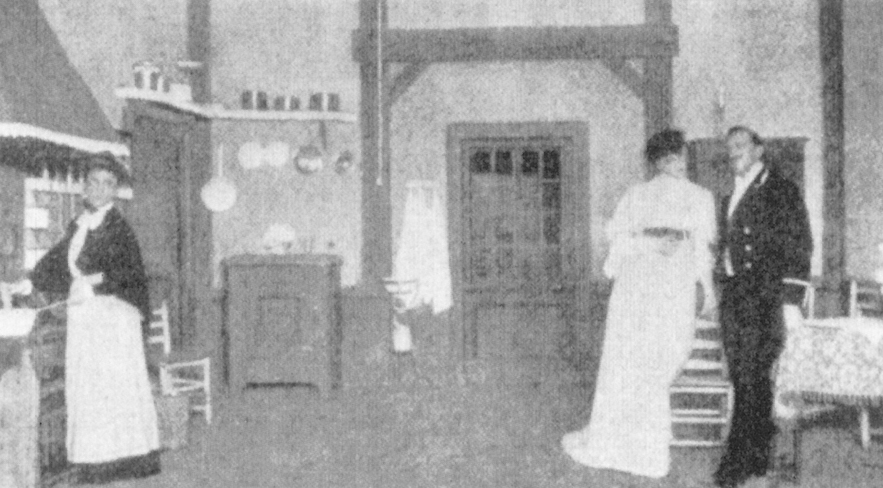
صورة فوتوغرافية للممثلين في نوفمبر عام 1906، على مسرح الشعب (ستوكولما). على اليسار توجد ساشا سيوستروم في دور كريستين، وماندا بيورلج في دور الأنسة جولي وأوجست فالك في دور جون

تدور الواقعة في إحدى ليالي منتصف صيف أواخر القرن التاسع عشر، يفتتح النص بعنوان توضيحي لمشهد يصف الأجواء بطريقة طبيعية، في مطبخ الفيلا، يضع المؤلف على اليسار حائط بخَزَانَتَين أو رفوف مزينة بالورق المجعد، ومليئة بأدوات المائدة المصنوعة من النحاس والحديد، ويوجد على اليمين باب زجاجي يُمكن من خلاله رؤية الحديقة التي يتوسطها نافورة تظهر مع تمثال من الكيوبيد ومن شجيرات أزهار الزنبق. كانت (كريستين) الطباخة مشغولة في عملها في المطبخ عندما دخل عليها خطيبها (جون) خادم الكونت، حكى لها عن الآنسة (جولي) وكم كانت فتاة مجنونة لرقصها مع بستاني الحديقة، منادية إياه أيضا وهي ملوحة له بيدها، ثم انتقل الحديث عما صنعته (كريستين) للعشاء. ما أن شرع (جون) في تناول الطعام حتى قرر أن يشرب زجاجة من الخمر الفاخر الذي ينتمي للكونت. تحكى (كريستين) عن أنها كانت تطبخ السم لإجهاض ديانا، الكلبة الملكية للآنسة (جولي) التي ظلت حاملًا، تدخل الآنسة (جولي) في المشهد وهي تدعو (جون) للرقص معها، وعلى الرغم من عدم رغبته في ذلك كيلا يُعَرِّض سمعة الفتاة النبيلة إلى الخطر بسبب التنوع الاجتماعي، إلا أنه اضطر للموافقة. بعد الرقص عاد (جون) إلى المطبخ مُنتَقِدًا جنون الآنسة (جولي) التي تعرض نفسها لكلام وثرثرة المجتمع، لكن كريستين أوضحت له ان افعالها الغريبة تحدث لأن «العادة الشهرية» على وشك أن تأتي لها، مما يعنى بوضوح «الدورة الشهرية». تقطع الآنسة (جولي) المشهد في غضب واضح مُتَهِمَة (جون) بالتَهَرُب من الرقص، وبعد جدال قصير بدأ (جون) يحكي لها قصة حياته، موضحاً كيف تعلم الفرنسية عندما كان يعيش في بلدة لوشيرنا في سويسرا، راحت (كريستين) في النوم بينما (جولي) لم تلقِ بالًا لنصائح (جون) عن كيفية التعامل مع الناس من مختلف الطبقات الاجتماعية وعن الأقاويل التي تنشأ من ثقتهم. دعته للخروج والتقاط بعض زهور الزنابق. عندما عادا حاولت (جولي) إغوائه، على الرغم من تراجعه للوراء إلا أنه حاول تقبيلها، أوقفته جولي موبخة إياه وسألته إذا كان قد أحب قبل ذلك، فاعترف لها جون بحبه لها، ولكن بسبب الفارق الاجتماعي المفرط بينهما حتى أنه فكر في قتل نفسه. استمرت في الحديث على الرغم من أن جون طلب منها الرحيل لأن الناس على وشك أن تدركهم، بمجرد وصول الخدم، بدأوا ينشدون أغنية متهمين الكونتيسة بانها ترافق الخادم، ولذا قرر الاثنان بأن يختبئا في غرفة جون دون أن يراهم أحد، عندما عاد إلى المطبخ واجه الشاب مشكلة استحالة استمرار العيش سويا في ذلك واقترح الهرب إلى سويسرا أو إلى بحيرة كومو حيث يمكنه فتح فندق بمال والدها، حلم ظل تحت النظر لعدم وجود أموال مع كلتيهما. كانت جولي تخشى وقوع شيء أو اندلاع مشادة كلامية أثناء ما تحكى قصتها لماضي الأم وكيف أجبرها والدها على أن تتزوجه، وكيف ولدت بدون رغبة الوالدين، وأسوأ من ذلك أنها ولدت كابنة غير شرعية. وبعد نقاش طويل أقنعها جون بالاستعداد للرحيل معه بسرقة خزانة والدها وتهرب معه. وبقي جون وحيدا ينتظرها، وعندما عاد إلى مشهد كريستين في المطبخ عندما اكتشفت ما حدث، وبخته ودعته ليذهب معها إلى الكنيسة وإلى الاستقالة في أقرب وقت ممكن. بينما كريستين تجهز نفسها لترحل، تعود جولي وهي مرتدية ملابسها ومستعدة للرحيل مع الطائر الذي يريد أن يحمل معها، أقنعها جون ألا تفعل ذلك، ولكن على الرغم من تصريحات الفتاة أنها تفضل رؤيته ميتًا على ألا تراه في أيدي الآخرين، فقتله جون. كانت الآنسة جولي خائفة جدا من أن تنكشف عندما رجعت كريستين التي اكتشفت خططهم، فحاولت جولي إقناعها بأن تأتي معهم، ولكن الطباخة تشاجرت مع جون بسبب محاولته الهرب، وبعد جدال قررت الفتاة أن تنتحر كحل وحيد، ولكن جون حاول أن يصرفها عن تلك المحاولة، عندما أذيع نبأ وصول الكونت، وضح جون كيف يعاني سلطة وهيمنة هؤلاء، وكيف أنه لا يريد غضبه أو استيائه على الرغم من احترامه له، عندما طلبت جولي منه المساعدة لكي تخرج من ذلك الموقف التي وجدت نفسها فيه، جلب لها آلة حادة (موس حلاقة) شكرته الآنسة جولي وخرجت من المشهد المسرحي، كنهاية مفتوحة تترك انطباعا أنها ستنتحر.

## الأصول والجذور

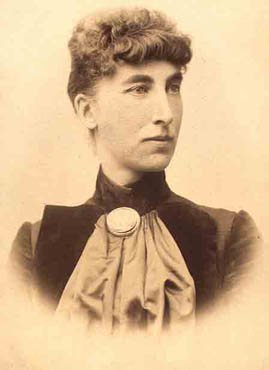
La scrittrice Victoria Benedictsson.

كتب ستريندبرغ مأساة الآنسة جولي وهو في سن التاسعة والثلاثين من عمره، بين نهاية يوليو و10أغسطس عام 1888، وذكر ستريندبرغ أن مصدر المسرحية هو قصة فعلية سمعها ذات مرة، والتي تركت انطباعًا قويًا لديه، في حين أن التمهيد لهذه الدراما كانت الصيغة النهائية للعمل تمتد ما بين 10 و 15 من الشهر نفسه، حيث ذهب ستريندبرغ إلى كوبنهاغن واستقر مع زوجته واطفاله في قرية "Kongens Lyngby" لفترة معينة من الوقت في غرف خالية، في إحدى القلاع التي تمتلكها ليدة غريبة الأطوار في الأربعين من عمرها، وتلقب نفسها بالكونتيسة Frankenau حتى وإن لم يكن لها أصل نبيل. كانت القلعة تدار من قبل كاتب الكونتيسة وموثقها ويدعى «لودفيج هانسن»، ذلك الرجل الذي يبدو كالغجر والذي يبدو أيضا أنه على علاقة حب معها. فاستوحى ستريندبرغ من هذا الوضع جوهر قصة مسرحية الانسة جولي، على الرغم من أنه في وقت لاحق تم اكتشاف أن الاثنين لم يكونا على علاقة حب، لكنهم كانوا إخوة طبيعيين، حيث أن الرجل كان الإبن غير الشرعي من والدها ولكنه ظل مختبأ حتى ذكرى والده المتوفى، وثمة نقطة أخرى يجب أن تذكر مع قصة العمل الدرامي والشعور بالدونية الاجتماعية التي كان يحاول سترندبرغ أن يذكرها لزوجته الممثلة سيري فون إيسن، في ذلك الوقت لتعارف الاثنين حيث أنه في الواقع كانت سيري سيدة من طبقة البارون، بينما كان الكاتب المسرحي إبنًا لخادمة، فانتابه طوال حياته شعور الإستياء والسخط ضد الطبقات العليا، ولإلقاء الضوء أكثر فيما يشبه مأساة النادل جون في مسرحة الآنسة جولي، وبالإضافة إلى ذلك يبدو انه من بين العناصر التي أسهمت في بناء العمل، تأثير إنتحار الكاتبة السويدية فيكتوريا بنديكتسون (Victoria Benedictsson) بتاريخ 21 يوليو 1888 على ستريندبرغ، حيث وجدت في فندق Leopold's في Hovedvagtsgade - بالقرب من Kongens Nytorv في كوبنهاغن.

## السياق التاريخي
تقع أحداث المأساة (التراجيديا) في السويد المعاصرة للمخرج ستريندبرغ، في إحدى فيلات الطبقة النبيلة في القرن التاسع عشر ذات الطراز الكلاسيكي الحديث. يتمحور السياق الاجتماعي للرواية حول التفاوت بين المجتمع الإسكندنافي في القرن التاسع عشر، أو من جانب المواقف المتناقضة أحيانا نجد الأرستقراطية التي بدأت تضعف، وعلاقاتها مع الطبقة المتوسطة الدنيا التي تريد أن تصل إلى البورجوازية.

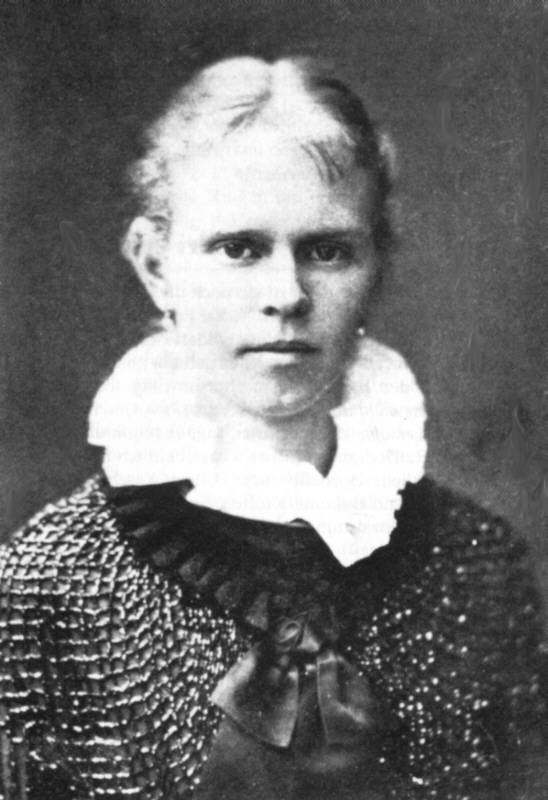
Siri von Essen، moglie di Strindberg، prima ad interpretare la signorina Julie

## الشخصيات
الآنسة جولي: ابنة الكونت التي ربتها والدتها الراحلة على «التفكير والتصرف كرجل»، فنشأت كشخص مرتبك مشوش: ومع أنها تدرك القوة التي تتمتع بها، لكن تفكيرها يمنعها اتخاذ القرار أن تكون فوق مستوى الخدم أو تتنازل لمغازلة خادم والدها جون، لكنها على كل الاحوال تتوق إلى السقوط من مكانتها، كذلك فجولي هي بطلة العمل الدرامي الذي يحمل اسمها، الكونتيسة تلعب دور الغاوية، في الإصدار الأول لستودنترسافوندت في في 14 مارس عام 1889، كان دورها لزوجة ستريندبرج (سيريفون أيسن)، الممثلة السابقة للمسرح الملكي في السويد، حيث أدت الدور باللغة السويدية، كان تمثيلها باردا مقارنة بدور الغاوية الذي لعبته الآنسة جولي، فالبطلة التي لا تحمل العواطف والاحاسيس المطلوبة تنتهي بالموت، وفقا لتحليل ستريندبرج نفسه، كما هو محدد في مقدمته التمهيدية (الآنسة جولي)، فان الشخصية تشكل رمزان ومعنيان ومظهران أساسيان تتكون منهم الشخصية. الأول هو ان تكون نصف امرأة وتكره الرجال، تلك المرأة التي قد تشعر بالاختلاف الذي تتمسك به بعيدا عن سلطة الذكر . أما الجانب الثاني ان ستريندبرغ وجد في جولي ما قد يجده في نبل المحارب القديم، كضحية نتيجة تاثير والدتها عليها، وأيضا ضحية لمشكلات عصرها وللظروف المحيطة بها، وذلك كما قال المؤلف: انه يرجع إلى مفهوم القدر ولـ«قانون الكون» وبالضبط مع ذلك الجانب الذي يبينه الفصل الأخير الذي قامت به المرأة وهو «الانتحار» مثل هارا كيري: فعلى الرغم من جون الخادم يمكنه الاستمرار في العيش إلا ان الفتاة لا تستطيع العيش بدون شرف.
جون: خادم الكونت. يروي قصة رؤية الآنسة جولي عدة مرات عندما كانت طفلة وحبها حتى ذلك الحين، ولكن تم إنكار حقيقة تلك القصة لاحقًا (هناك دليل جيد يؤيدها ويخالفها). غادر جون البلدة وسافر كثيرًا، وعمل في العديد من الوظائف المختلفة أثناء سفره، لديه تطلعات حياته وإدارة فندقه الخاص، الآنسة جولي كانت جزء من خطته، إنه لطيف وقاس بالتناوب. على الرغم من تطلعاته، أصبح خاضعًا لمجرد رؤية قفازات وأحذية الكونت.
كريستين: الطاهية في منزل الكونت. وهي متدينة بشكل كبير ويلمح بأنها كانت مخطوبة للخادم جون، فهم يتحدثون عن ذلك وعن الزواج بما يشبه المزاح تقريبًا.
الكونت: والد الآنسة جولي، لا تظهر شخصيته على المسرح، لكن وجود قفازاته وأحذيته على خشبتها، كانت بمثابة تذكير بقوته، عندما يدق الجرس، تُلاحظ هيبته أيضًا بقوة أكبر.

## اقتباسات
- كنت أحب والدي ولكني أخذت كثيرا من والدتي، لأنني لم أكن أعرف طبيعة علاقتهما مع بعض، أخذت منها ان اكره الرجال وألا اثق بهم، حيث كانت أمي تكره الرجال، لذا أقسمت ألا أكون عبدة لأي رجل. (الآنسة جولي 2-13)

- مازالت هناك حواجز بيننا لكي نقيم في ذلك البيت، حيث يوجد الماضي ويوجد الكونت، ولم ارى أبدا احدا يحترم مثله، يكفيني رؤية قفازاته على الكرسي، فأشعر بأنني صغيرة، ويكفيني سماع صوت الجرس من اعلى وأعطيه فارقا كالحصان الذي يتملكه الخوف، وعندما ارى حذائه السميك والفاخر اشعر بانحناء ظهري. (جون-الآنسة جولي 2-17)

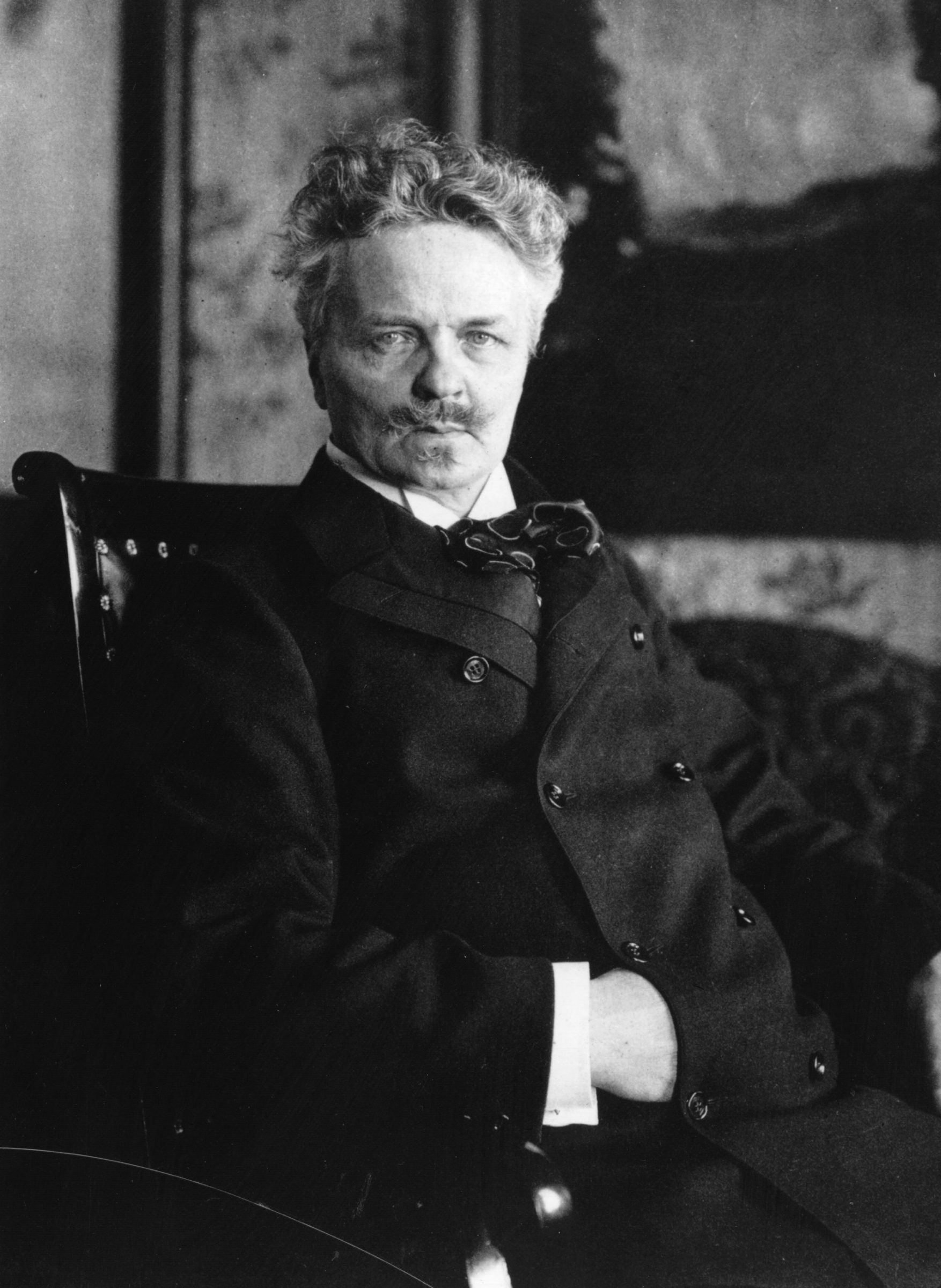
L'autore August Strindberg.

## تاريخ النشر والخطوات الاولية في المشهد

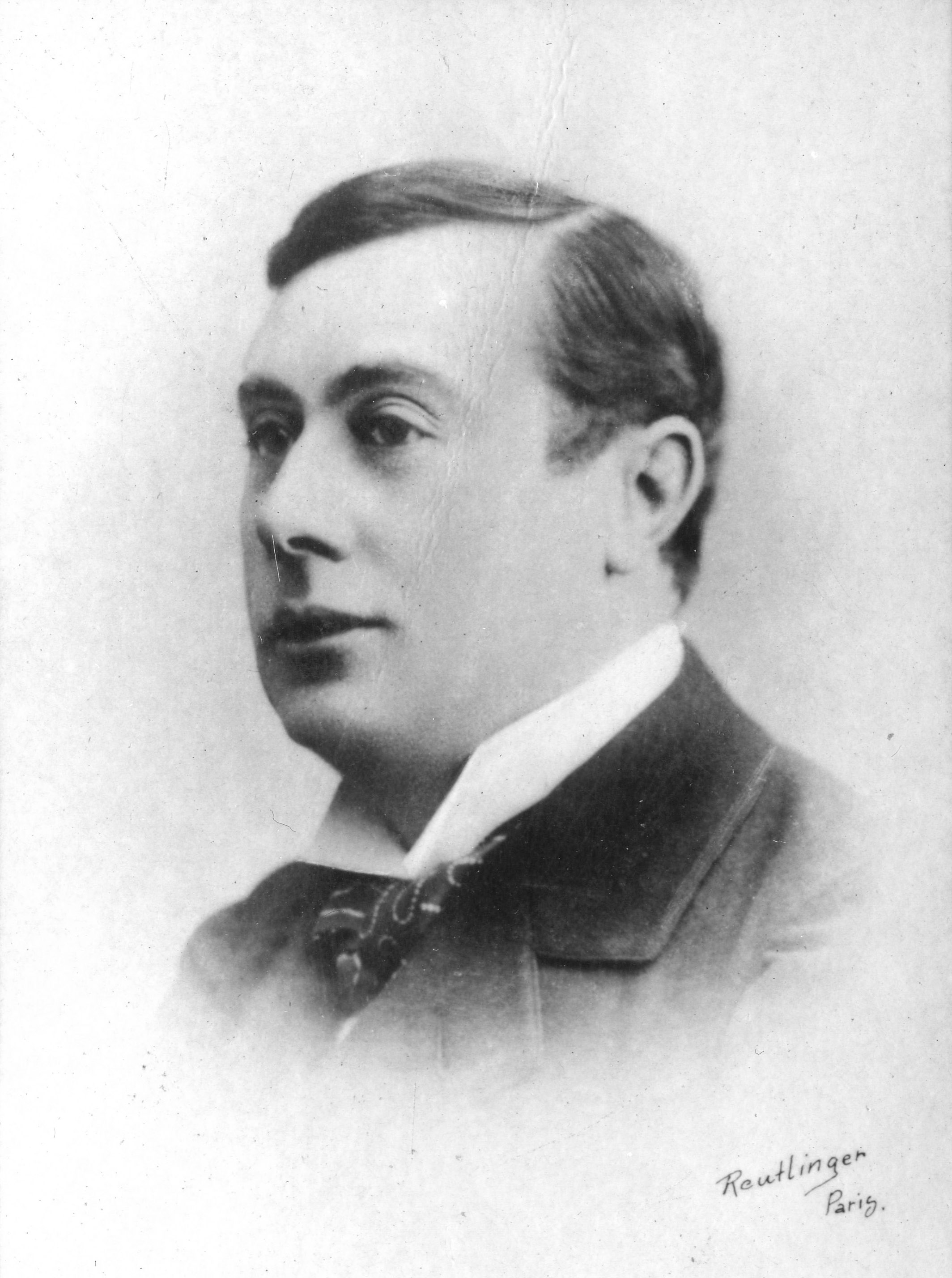
Il regista e attore francese André Antoine، amico e collaboratore di Strindberg.

بعد أن استكمل أوغست ستريندبرغ عمله الذي يدعى (الأب) جاء اندرى انتويته، الموظف بإحدى بشركة الغاز باريجينا الذي قدم لنا العمل ذاته في المسرح التجريبي في بيجالي المعروف باسم المسرح الحر، محققا بذلك ما كان يتمناه ستريندبرغ، كان يهدف انتوينه من عمل جيل جديد من الدراميين وكتاب المسرح حيث يقول: «هناك حاجة شديدة لعمل جيل جديد من الفنانين والفنان لايكرر أبدا الجمل ونكته في العالم القديم لانه يجب عليه ان يقدم جملا جديدة، وربما أصبح الحدث الدرامي أكثر سهولا بسبب العودة إلى الحقيقة وإلى الإيماءات الطبيعية. ومن المهم ملاحظة ان هذه الثورة الظاهرة هي فقط العودة إلى أشعة كبيرة، ولا يمتلك MOLIERE نفسه في حالتين أو في الثلاث حالات وذلك نظرا لان هناك ضرورة للفنان ان يتصرف في الكلام». لقد قامت أفكار انتوينه ومسرحه التجريبي بتاثير كبير من ستريند بيرج، وكما يلاحظ المرء في مقدمة عمل الآنسة جوليا حيث كلا العملين يوجد بهما كثير من أفكار انتوينه ذاته، ولقد اكد انتوينه انه يريد أن يرى الفنان من الخلف في إحدى المشاهد المهمة، وكان ذلك مايميز انتوينه عن غيره من المؤلفين انتوينه حيث يقوم الممثل بعمل حركات من الخلف ليستمتع الجماهير بذلك لفترة طويلة دون ملل، وهذا لم يكن شائع في تلك الفترة من الزمن لذلك لم يكن من الصدفة ان المسرح الحر يمتلك اسم كناية عن ذلك وهو «خلف أحمد». لقد أرسل ستريندبرغ النص الأدبي الأول وهو الأب إلى انتوينه الذي قام بالرد عليه مباشرةً مؤكدًا له انه سوف ينتج هذا العمل سريعا. ولكن تاريخ قصة الآنسة جوليا كان أكثر تعقيدا من تاريخ عمل الأب بدءًا من أغسطس عام 1888 أرسل المنتصر «ستريندبرغ» رسالة إلى ناشره في ستوكهولم المدعى بونير قائلا له: «لقد تم السماح لي بان اقدم لك هنا أول تراجيديا طبيعية للمسرح السويدي وأنا ارجوك ألا ترفضها قبل ان تفكر كثيرا وإلا ستندم عن ذلك كثيرا مؤخرا وكما قال الالمانى ceci: هذا العمل سيبقى في التاريخ لابد وان عمل الآنسة جوليا سيصبح أول سلسلة من التراجيديات الطبيعية». بعد 11 يوم يستقبل ستريندبرغ رد بونير: «هذا العمل خطير جدا وطبيعي للغاية لنا ونحن نفضل ألا ننشره، وأنا اعتقد انه سوف يكون صعب جدا الحصول على حق نشر عمل مثل هذه الأعمال».
حين إذاً يقرر ستريندبرغ ان يقدم تلك التراجيدية إلى منتج آخر وهو joseph كاتبا له الآتي: «لقد قضيت عشرة سنوات منذ إنتاج أول رواية طبيعية سويدية في مطبعتك بنتائج نعرفها جميعا، والان اقدم لك أول دراما طبيعية سويدية مكتوبة كما ينبغي ومثلما كتبت في صفحاتي الأولى». لقد وافق سليجمان على هذا العمل بشرط ان يكون له حق الرقابة عليه. على الرغم من هذه الاحتياطات إلا ان هذا العمل قوبل بنقد شديد الذي وصفه النقد بانه «عمل غير اخلاقي»، ولكن بمساعدة هانس الذي كان قد انتج من قبل ونظم عمل الأب هو وآخرين نجح ستريندبرغ في الحصول على مصادر لتمويل مسرحه التجريبي الاسكاندينافو. كلا الشخصين اشترا مسرح داجمار الصغير الموجود في كوبنهاغن بالدنمارك بهدف افتتاحه في يناير، حيث يبدأ بتقديم عرض عمل الآنسة جوليا وتقديمه في الافتتاح، وعلى الرغم من التجهيزات والبروفات الكثيرة وقد استمرت كثيرا إلا ان في اليوم السابق لافتتاح قررت الشرطة الدنماركية إغلاق المسرح ووقف العرض، وذلك بأوامر من الرقيب الدنماركي. لم ييأس ستريندبرغ وقرر عرض عمله في الاتحاد الطلابي لكوبنهاغن، ونجح في تقديمه أمام 150 طالب وامام أكثر من مجموعة من النقاد وذلك في 14 مارس 1889. لا نندهش حينما نعرف ان هذا العرض لم يلقى نجاحا أو رواجا بين الناس، وبعد ثلاث سنوات في 12 أبريل عام 1892 تم عرض ذلك العمل مرة جديدة في برلين، ولكن الناس احتجت على العمل وقوبل بالاعتراض بعد عرض جزء واحد منه، وقرر صاحب المسرح ان يوقف العرض ويمنعه من الاستكمال. بعد عام من ذلك حقق انتوينه حلم وهدف ستريندبيرغ أي قدم العمل في مسرحه الحر، وعلى الرغم ان هذا العرض قوبل ببعض الاعتراضات من قبل بعض النقاد ولكن في النهاية نتيجة العرض التي كان يرغبها انتوينه كانت قد تحققت بالفعل حيث يقول انتوينه في هذا الشأن الآتي: «لقد خلق عمل الآنسة جوليا شهرة كبيرة وترك انطباعا رائعا عند الناس أو الجمهور فقد كان هذا العمل رائعاً من حيث الموضوع، وعلى الرغم انه كان قد استمر هذا العمل لمدة ساعة ونصف ولكن كان يمتلك دراما تساوي تراجيديا طويلة باكملها. وبدون شك لقد قوبل هذا العمل باحتجاجات ولكن المرء يجد أمام هذا العمل شيئا حقا جديدا ممتعا للغاية».

## تمثيل العمل ومدى ملائمته للواقع وأهم عروضه
منذ بداية القرن 20 قد بدأ ذوق الجماهير يتغير اتجاه هذا العمل الرائع لدرجة انه تم السماح لعمل الآنسة جوليا بالعرض في عده مدن ألمانية، وأمثلة على ذلك في عام 1902 تم عرض ذاك العمل وتمثيله في المدينة الألمانية شتوتغارت، وفي عام 1903 تم عرضه أيضا في مدينة هامبورغ، بينما في عام 1904 انتج الشاب ماكس RIENHARDT هذا العمل وعرضه في العاصمة الألمانية برلين، وفي نفس العام أي بعد 16 عاما من كتابة هذا العمل الشيق تم عرضه وتمثيله اخيرا في السويد، وفي عام 1905 وصلت تراجيديا هذا العمل إلى نيويورك ولكن باللغة الروسية، وفي عام 1906 وصلت هذه التراجيديا أيضا إلى مدينة سان بتربرج، وفي نفس ذاك العام حمل هذه التراجيديا أغسطس فلاك إلى عدة مدن ومقاطعات سويدية حتى ان وصل إلى ستوكهولم وبذلك حقق هدفه، وفي عام 1907 تم عرض وتمثيل هذا العمل في المسرح الشخصي لستريندبيرج حيث تم عرض بداخل هذا المسرح 134 عرض مسرحي لهذا العمل الرائع، وفي عام 1908 نسخ الكاتب نسخة خاصة لجورج برنارد شو الذي كان أحد رجال الدولة المرموقين، وفي عام 1912 تم عرض وتمثيل هذا العمل في العاصمة البريطانية لندن وتم تمثيله في مسرح صغير يدعى بالإنجليزية "ADELPHI THEATRE DA OCTAVIA KENMORE " ولقد شهدت العاصمة البريطانية من بعد ذلك العمل الأدبي حتى عام 1990 ستة عشر عمل أدبي، وبعضم كانوا رائعين ومن أمثال ذلك: ما تم عرضه في العاصمة البريطانية 1965 باسم OLD VIC وما تم عرضه عام 1971 من قبل شركة رويال شكسبير التي أنتجت عملا آخر لها في عام 1983 باسم "DUKE OF YORK". وفي يوليو عام 2006 أنتجت ترجمة جديدة لهذا العمل «الانسة جوليا» من قبل فرانك الذي عرضه في مسرح "ROYAL DI BATH" وتم إنتاجه وتنظيمه من قبل مدير المسرح السيد "RACHEL O'RIODAN".
وهذه الترجمة الجديدة لهذا العمل تتحدث عن أيرلندا وما كان يحدث في أيرلندا في القرن التاسع عشر وعن واقعية الحياة في تلك البلد، وقد ادى ذلك إلى حدوث توتر في العلاقة بين الطبقة الكادحة العاملة الايرلندية وطبقة ملاك الأراضي البريطانية والاغنياء.

## التعديلات السينمائية والفيلمية
صور عمل «الآنسة جولي» أكثر من خمس مرات، مرة في السويد في عام 1912، وأخرى في عام 1922 (مع تغيير الأبطال إلى استاتليس ووليام ديترل)، وأخرى في الأرجنتين عام 1947، وأيضا في السويد عام 1951، وفي إنجلترا عام 1973 تحت رعاية شركة رويال شكسبير. لقد قدمت أربعة إصدارات من العمل الدرامي في التلفزيون، مرة في عام 1972 بطولة هيلين ميرين في دور جولي ودونال ماكان في دور جون، ومرة في عام 1986 بطولة بوب هينى وميكائيل ونفروس التي تم تصويرها في جنوب أفريقيا في الثمانينات، العمل الدرامي يقوم أساسًا على التمثيل في مسرح باكستر في مدينة الكابو عام 1985 بطولة ساندرا برنيسلو في دور جولي وجون كانى في دور جون، حيث تم فصل الشخصيتين الرئيسيتين عن الطبقات العرقية مثل الطبقة الاجتماعية والجنس البشري، وفي عام 1987 تم إصدار آخر لميشيل سيمبسون بطولة باتريك مالاهايد في دور جون وجانيت ميكسر فيدور جولي، بينما في عام 1991 اصدر ديفيد بونتينج إصدار تلفزيوني آخر بطولة سين جالوسكا في دورجون واليانور كوميجس في دور جولي. يوجد فيلمين عن العمل الدرامي، الأول قدمه الف سيوبرج عام 1951 بعنوان «السرور والبهجة» مع الأداء المتميز لاسينابيورك ووالف بالم، الذي فاز بالجائزة الكبرى لمهرجان كان السنيمائي، حيث كان هذا الفيلم إحدى أفضل الترجمات التي تمت لعمل كلاسيكي قبل ذلك. ولكن على العكس في عام 1999 قدم مايك فيجيز العمل إلى السنيما بعنوان «ميس جولي» من سيناريو وحوار جيلين كوبر وبطولة سافرون بوروس في دور جولي ونيتر مولان في دور جون.